# Mah Laqa Bai

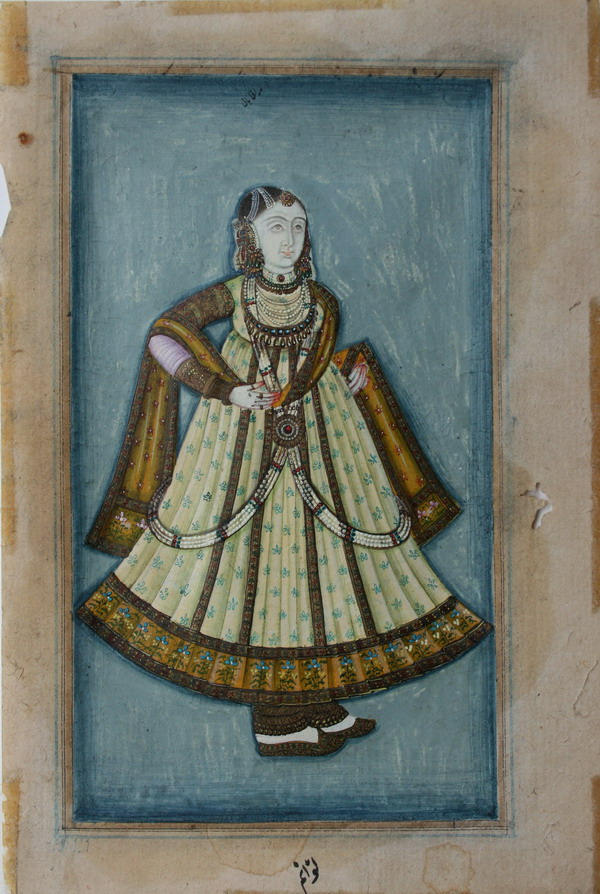
Porträt von Mah Laqa Bai

Mah Laqa Bai (geborene Chanda Bibi, auch als Mah Laqa Chanda bekannt, * 7. April 1768 in Aurangabad; † 1824 in Hyderabad) war eine indische Poetin, Kurtisane und Philanthropin. 1824 wurde sie die erste weibliche Poetin, über deren Werke ein Diwan veröffentlicht wurde. Dabei handelte es sich um eine auf Urdu verfasste Sammlung von Ghasels namens Gulzar-e-Mahlaqa. Sie lebte zu einer Zeit, in der Dakhini, eine andere Version von Urdu, gerade den Übergang ins persischlastige Urdu vollzog. Bais literarische Werke bieten einen Einblick in die linguistischen Wandlungen im damaligen Südindien. Sie war außerdem eine einflussreiche Kurtisane. Der Nizam von Hyderabad ernannte sie zur Omarah, einem Mitglied der höchsten Adelsschicht. Im Jahr 2010 wurde ihre Gedenkstätte in Hyderabad, die auch ihr Grab beherbergt, durch Spenden der US-Bundesregierung restauriert.

## Leben
Mah Laqa Bai wurde unter dem Namen Chanda Bibi am 7. April 1768 in Aurangabad im heutigen Maharashtra als Tochter einer aus Rajputana hergezogenen Kurtisane namens Raj Kunwar und eines Militärbeamten vom Hof des Großmoguls Muhammad Shah namens Bahadur Khan geboren. Khan zog von Delhi nach Hyderabad und traf und heiratete Kunwar dort. Bibi wurde von Kunwars kinderloser Schwester Mehtaab Ma, der Ehefrau von Nawab Rukn-ud-Daula, einem Premierminister des Herrschers von Hyderabad, adoptiert.
Bibis Adoptivvater kümmerte sich persönlich um ihre Ausbildung und gab ihr die besten Lehrer. Sie hatte Zugang zu einer gut bestückten Bibliothek. Im Alter von 14 Jahren beherrschte sie das Reiten und Bogenschießen. Aufgrund ihrer Fähigkeiten begleitete sie Nizam Asaf Jah II. in drei Kriegen, bei denen sie Männerkleidung trug und für ihre Künste im Bogenschießen und Speerwerfen bekannt wurde. Für ihre Beiträge in den Kriegen verliehen die Herrscher Hyderabads ihr mehrmals eigenes Land (Jagir). Außerdem wurde ihr der Titel Mah Laqa (= Antlitz des Mondes) verliehen. Sie hat nie geheiratet, hatte jedoch eine Beziehung mit dem Militärbeamten Raja Rao Rambha Rao, der gegen Maratha kämpfte und der Günstling des zweiten Herrschers von Hyderabad wurde und machte außerdem Bekanntschaft mit John Malcolm.
Sie war während der Herrschaft des zweiten und dritten Herrschers von Hyderabad eine einflussreiche Frau am fürstlichen Hof. Zu dieser Zeit war sie die einzige Frau im Fürstentum Hyderabad, die am Hof offiziell anerkannt wurde. Außerdem wurde sie zur Omarah, einem Mitglied der höchsten Adelsschicht, ernannt. Mah Laqa wurde von den Herrschern des Staates häufig um Rat gebeten. Wie es für den Adel zu dieser Zeit üblich war, wurde ihr ein Bataillon von 500 Soldaten zugeteilt, das sie bei Besuchen von Beamten begleitete. Sie war auch eine Kurtisane, während die Herrscher an ihrem Regierungssitz residierten und war eine Mätresse der Premierminister. Sie starb 1824 und vererbte ihr Eigentum, darunter Land, Gold, Silber und diamantbesetzten Schmuck an obdachlose Frauen. Ihre im heutigen Nampally, einem Vorort Hyderabads, gelegene Residenz wurde zu einer staatlich finanzierten Mädchenuniversität umgebaut.

## Leistungen

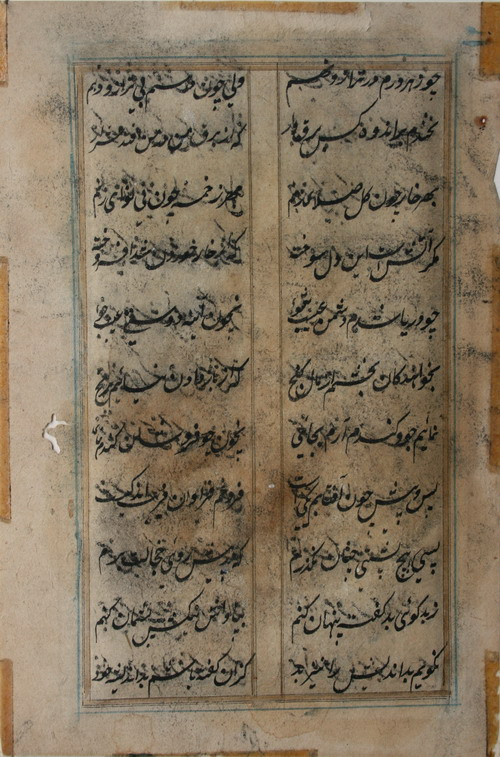
Lyrischer Text aus der Sammlung

Mah Laqa wurde von den literarischen Werken des Mystikers und Poeten Siraj Aurangabadi (1715–1763) beeinflusst und lernte vom späteren Premierminister Nawab Mir Alam die Poesie. Ihre Muttersprache war Urdu; außerdem sprach sie fließend arabisch, Persisch und Bhojpuri. Sie war die erste weibliche Poetin von der ein Diwan, eine komplette Sammlung von Ghasels auf Urdu, veröffentlicht wurde. Die Sammlung namens Gulzar-e-Mahlaqa besteht aus 39 Ghasels und wurde 1824 nach ihrem Tod veröffentlicht. Außerdem wurde die von Mah Laqa im Jahr 1798 gesammelte und kalligrafierte Manuskriptsammlung Diwan e Chanda am 18. Oktober 1799 als Geschenk an John Malcolm übergeben und wird heute im British Museum aufbewahrt.
Sie war die erste weibliche Poetin dieser Region, die ihre Poesie an einem Mushaira, einem Poesiesymposium vortrug. Zuvor war so etwas nur Männern vorbehalten. Neben ihrer Poesie sang sie manchmal auch Lieder, die vom Großmogul Muhammad Shah und dem Sultan von Bijapur, Ibrahim Adil Shah II. komponiert wurden.
Mah Laqa erlernte das Singen und den klassischen indischen Musikstil Thumri von Kush hal Khan, der zu dieser Zeit ein Hofmusiker und der Urenkel von Tansen, dem Hofmusiker des Hofs der Mogulen war. Sie beherrschte Gesang in mehreren Ragas (Tonarten) und war in Gesangstilen wie Tappa und Dhrupad bewandert und sang Liebeslieder zum Kathak-Tanzstil. Sie gründete ein Kulturzentrum, in dem 300 Mädchen von ihr und anderen Lehrern unterrichtet wurden. Laqas Bibliothek enthielt Manuskripte und Bücher über Poesie, andere Künste und Wissenschaft. Sie finanzierte und überwachte die Veröffentlichung Mahnamas, einem historischen Buch über die Periode des Neuerstarkens des Fürstentums Hyderabad. Mah Laqa war praktizierende Muslima, wurde in ihren Werken jedoch auch von hinduistischer Philosophie und Büchern beeinflusst.

## Gedenkstätte in Hyderabad

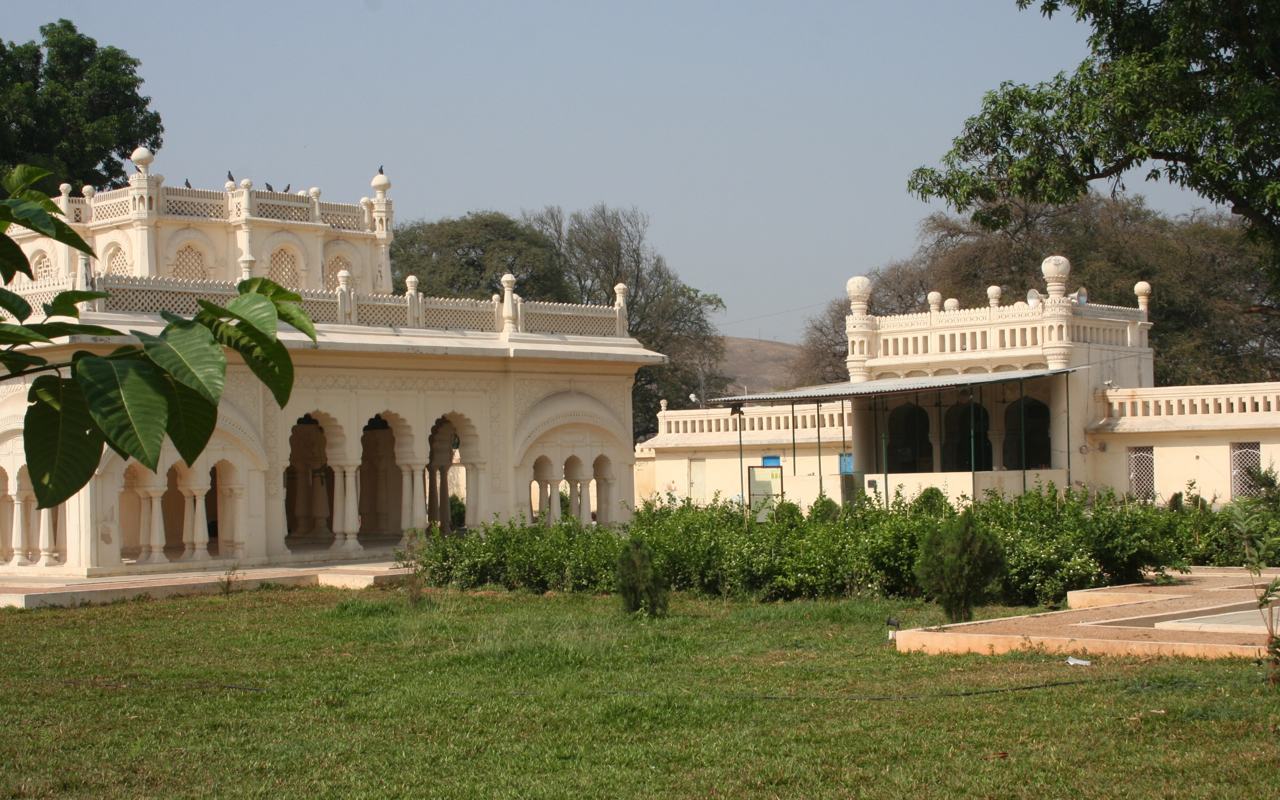
Mah Laqa Bais Grab

In der Nähe eines Hügels in Moula-Ali, einem Vorort Hyderabads, ließ Laqa ein ummauertes Gelände errichten, wo sie häufig Mushairas abhielt. Innerhalb dieses Geländes ließ sie 1792 ein Grab für ihre leibliche Mutter bauen. Nach ihrem Tod wurde Laqa neben ihrer Mutter beerdigt. Das Grab wurde im Stil der Mogul- und Rajasthanarchitektur im Tschahār-Bāgh-Typ gebaut. Neben einem Mausoleum enthält dieses Gelände im Zentrum einen Pavillon, der mit aufwendiger Stuckatur dekoriert ist, und in dem sich eine Moschee, ein Dharamshala (eine Pilgerherberge) und zwei Stufenbrunnen befinden.
Scott Kugle, ein Professor an der Emory University und Forscher, studierte das Leben von Mah Laqa Bai. Dabei besuchte er die Gedenkstätte, die zu dieser Zeit in marodem Zustand war. Er schlug vor, sie zu restaurieren. 2010 begann das Zentrum für Dekkanstudien durch Spenden, die von der US-Regierung der Generalkonsulin von Hyderabad geschickt wurden, mit einem jahrelangen Restaurierungsprojekt. Die „Muslim Educational, Social and Cultural Organization“ unterstützt das Projekt ebenfalls. Dabei wurden Trümmer entfernt, Wasserkanäle neu gebaut, Bäume und Büsche neu angepflanzt und die Gebäude und ihre Dekorationen restauriert.

## Vermächtnis und Einfluss
Abdul Halim Sharar (1860–1926), ein auf Urdu schreibender Schriftsteller, stellte Mah Laqa Bai in seinem Roman Husan Kay Dakoo (Die Räuber der Schönheit) als gebildete Frau dar, die vom modernen Bildungssystem profitierte. Der in Hyderabad ansässige Gelehrte Sajjad Shahid schrieb in seiner Serie von in der The Times of India veröffentlichten Artikeln, dass Bai die Inspiration für den 1899 veröffentlichten Roman Umrao Jaan Ada von Mirza Muhammad Hadi Ruswa war. Ruswa arbeitete kurz am „Übersetzungsbüro von Hyderabad“, das später zur staatlichen Universität Osmania erweitert wurde, bevor er diese fiktionale Erzählung einer Kurtisane schrieb. Umrao Jaan Ada wird als der erste echte Roman der Urdu-Literatur angesehen. Narenda Luther, ein Experte für die Geschichte Hyderabads, gibt an, dass Mah Laqa Bai, die erste weibliche Poetin Indiens, deren Anthologie veröffentlicht wurde, „Hyderabad viel Stolz brachte“. Pallabi Chakravorty, ein Tänzer des Kathakstils und Professor am Swarthmore College und Scott Kugle, gaben bei einem Seminar an, dass Mah Laqa Bai, abgesehen von ihrem Stand als aristokratische Kurtisane, auch eine überzeugte Mystikerin gewesen und von Elementen des Sufismus fasziniert gewesen sein soll. Während eines Festes in Hyderabad im Jahr 2013 wurde ein Monolog-Bühnenstück namens „Maha Laq Bai Chanda“, das von ihrem Leben handelte und von der „Andhra Pradesh Tourism Development Corporation“ finanziert wurde, aufgeführt.